# Ioan Toma
Ioan Toma (n. 22 ianuarie 1954, Victoria, România) este un fost politician comunist care a ocupat funcția de ministru pentru problemele tineretului (în calitate de prim-secretar al C.C. al U.T.C.) în guvernul Constantin Dăscălescu (2) în perioada 17 octombrie 1987 – 22 decembrie 1989.

## Controverse
Ioan Toma a fost anchetat în dosarul Revoluției de la 1989, iar în aprilie 2019 Secția Parchetelor Militare din cadrul Parchetului de pe lângă Înalta Curte de Casțe și Justiție a decis clasarea în privința acestuia pentru infracțiuni contra umanității deoarece nu există probe concludente în privința acestei infracțiuni.